# Nabil Maaloul
Nabil Maaloul (arabul: نبيل معلول; 1962. július 25. –) tunéziai válogatott labdarúgó-középpályás, a kuvaiti labdarúgó-válogatott szövetségi kapitánya. Részt vett az 1988. évi nyári olimpiai játékokon Szöulban.

## Pályafutása

### A válogatottban
1982-től játszott a kuvaiti válogatottban, 12 év alatt 74 alkalommal lépett pályára és 11 gólt szerzett. 23 évesen a válogatott történetének egyik legfiatalabb csapatkapitánya volt. Részt vett az 1988-as szöuli nyári olimpián.

### Edzőként
Játékos-pályafutását befejezve 1997-ben az Olympique du Kef edzője lett. 2002-ben Roger Lemerre segédedzője volt, amikor Tunézia megnyerte a 2004-es afrikai nemzetek kupáját.